# Isidor Vorobchievici

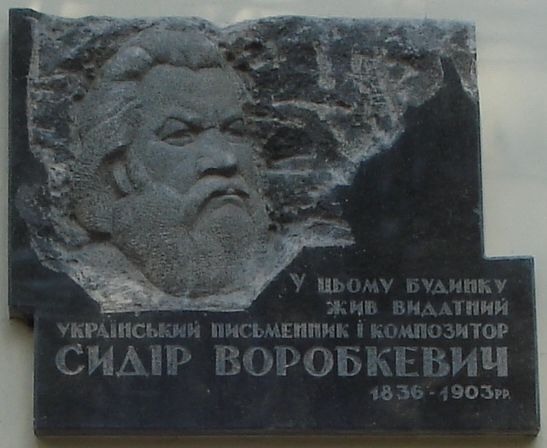
Isidor Vorobchievici.

Isidor Vorobchievici (în ucraineană:Си́дір Воробке́вич, în germană: Isidor Worobkiewicz, n. 18 mai 1836, Cernăuți — d. 18 septembrie 1903, Cernăuți) a fost un preot, pedagog, dirijor de cor, folclorist, compozitor și scriitor ucrainean din Bucovina. A trăit și activat în timpul stăpânirii austriece; a scris în limbile ucraineană, română și germană și a adus contribuții însemnate la cultura muzicală românească. Ivan Franko l-a caracterizat drept „cea dintâi ciocârlie a Renașterii ucrainene”.

## Biografie
Isidor Vorobchievici s-a născut la data de 18 mai 1836, în orașul Cernăuți în familia preotului Ivan Vorobkievici, profesor de teologie și filosofie la un liceu local. 
Străbunicul său patern Skalsky Mlaka de Orobko era originar din părțile Lituaniei istorice și ajungând în ținuturile Galiției și Bucovinei și-a schimbat numele din Orobko în Vorobkievici. 
Isidor a fost crescut la Cozmeni (Kițman) de bunicii săi paterni, protopopul Mihailo Vorobkievici și soția sa Paraschiva, deoarece a rămas de la o vârstă fragedă orfan de ambii părinți. De la bunici a învățat dragostea pentru trecutul Ucrainei și Bucovinei, povestiri despre Uman, despre isprăvile cazacilor zaporojeni Maksim Zalizniak și Ivan Gonta, și numeroase cântece populare din regiune. La vârsta de 5 ani cânta bine la vioară. A urmat studii primare la Școala poporală germană (absolvită în 1848), studii secundare la Gimnaziul din Cernăuți (absolvite cu diplomă de bacalaureat, în 1857) și studii superioare la Institutul Teologic din Cernăuți (1857-1860). La sfârșitul studiilor s-a căsătorit cu Leontina Bendevskaia, fiica directorului școlii din Siret.
După absolvirea studiilor teologice, a fost preot la Davideni (1861-1865) și la Rușii-Moldoviței (1865-1867). În această perioadă a cules creații folclorice locale rutene și românești, a aprofundat scrierile autorilor ucraineni, mai ales cârțile lui Taras Șevcenko, Nikolai Gogol, Kvitka-Osnovianenko, Marko Vovciok etc. Din tinerețe a colaborat la reviste ucrainene din Bucovina precum Zora, Pravda, Veciorniți. Prima sale cinci poezii publicate au apărut în 1863 în almanahul literar Galicianin (Galițianul) din Lvov sub titlul „Dumki z Bukovini” (Gânduri din Bucovina) și sub pseudonimul Danilo Mlaka.

## Studiile și activitatea muzicală
La vârsta de 31 de ani s-a înscris la Conservatorul din Viena,unde s-a perfecționat în teoria armoniei și compoziție cu Franz Krenn și în muzica bisericească bizantină cu Benedikt Randhartinger, absolvind cu calificativul maxim (1867-1869). Trecând prin Lvov în anul 1868 a fost impresionat de un concert de muzică corală liturgică ce cuprindea lucrări de Dmitri Bortnianski, M. Berezovski, A. Vedel, O. Lvov, Petr Turcianinov.
Reîntors în Bucovina, a devenit profesor de muzică și cântare corală la Cernăuți, la Institutul Teologic, Școala Normală de învățători și învățătoare, Școala reală superioară și Gimnaziul superior german (1869-1900).
După fondarea Universității Franz Josef la Cernăuți în 1876, Vorobchievici a fost numit profesor de muzică liturgică. În anul 1897 a fost ales membru al Consiliului regional al școlilor, în locul românului I. von Onciul, care decedase. A devenit astfel primul ucrainean ales în acest for.
S-a distins în activitatea sa pedagogică, redactând și mai multe manuale în limbile germană, ucraineană și română, între care un manual de armonie muzicală Lehrbuch für Musikharmonie, un manual de teorie generală a muzicii „Allgemeines Musiklehrbuch“, de asemenea a editat antologii de cântece românești, rutene și evreiești din patrimoniul folcloristic și cultural al Bucovinei (Наша народна пісня 1865, „Flori din Bucovina” 1870, etc). A întreținut o corespondență cu Johannes Brahms. A scris și o serie de articole intitulată Compozitorii noștri, dedicată mai ales personalității lui Mihail Glinka.
Vorobchievici a fost primul autor al unui manual de armonie muzicală în limba română. A avut contribuții substanțiale în afirmarea cântării corale polifonice din Bucovina. I-a îndrumat pe: Ciprian Porumbescu, Eusebie Mandicevschi, Ilarion Verenca, Dimitrie Gherasim, Constantin Șandru, Constantin Procopovici, Dimitrie Cernăuțeanu, Tudor Flondor, George V. Mandicevschi, Gheorghe Chindiu, Ecaterina Mandicevschi, Mihai Ursuleac, Constantin Buchental s.a. Lucrările sale au circulat în manuscris, tipărite, litografiate sau copiate. A compus muzică liturgică și muzică vocală laică pentru voce și pian.

## Activitatea literară și publicistică
De asemenea, a scris proză și poezii în limba ucraineană, sub pseudonimele Danilo Mlaka, Demko Makoviiciuk, Morozenko, „Orfan din Bucovina”, „Ivan Ivaniv din Kițman”, Semen Hrin, S. Voloh și altele, și circa 50 de poezii în românește (ca de pildă, Ionică Darii – fiu bucovinean 1790-1810, Când Moldova purta jugul).
În 1877 a editat almanahul Ruska hata (Căsuța ruteană), cel dintâi almanah rutean din Bucovina, în care a găzduit informații și creații din toate regiunile Ucrainei. În acea perioadă devenise câștigat ideii unirii tuturor ucrainenilor, pe care o promova Iuri Fedkovîci.
A fost redactor pentru studiile în limba ruteană la revista Candela (1882-1900), de asemenea a fost unul din fondatorii și redactorii ziarului Bukovinskaia Zoria (Steaua bucovineană), a scris frecvent la Bukovinski Kalendar. La Universitate Vorobchievici a organizat începând din 1876 Asociația studenților ucraineni Soiuz ukrainskih studentiv. El s-a numărat și printre întemeietorii Societății culturale ucrainene Ruska Besida și a fost președintele Asociației literar-dramatice rutene. În 1887 s-a aflat în fruntea asociației Casa populară ruteană din Cernăuți.
Unicul sau volum de versuri Pe Prut în limba ucraineană, a apărut, precedat de prefața lui Ivan Franko, abia în anul 1901, cu doi ani înainte de a muri.
În poeziile sale Vorobchievici a cântat plaiurile și oamenii Bucovinei („Patria”, „Aceasta e Bucovina mea”, „Pe Prut”, „Soartă de huțuli”). Cunoscute au devenit poeziile sale pentru copii - „Limba maternă” (Movo ridni)(1869), care a fost inclusă mai târziu în abecedare, „Carpații noștri înalți și dragi”, „Pistrui”, „Toamna”, „Cântec de leagăn”. Povestirile, poeziile epice și dramele sale istorice erau consacrate unor episoade din istoria Ucrainei („Prizonierii turci” 1865, poemul „Neceai” 1868, drama Petro Konașevici-Sahaidacinîi 1884, Kociubei și Mazeppa 1891, Fiul rătăcitor) sau unor scene locale din viața rurală (O țigancă, Cine e de vină). A scris și o serie de scurte povestiri istorice, romane și eseuri intitulată Peru, incluzând Nero, Sablya Skanderbeg, Cleopatra și Ivan cel groaznic.
Piesele sale de teatru Hnat Prybluda și Noul viit (Noul staroste) au fost reprezentate în trecut pe scenele multor teatre populare. S-au bucurat de succes la vremea lor și operetele sale Kaspar Rumpelmayer (în germană), Jànos Istenházy, Domnișoara din Bosnia,Mopsul de aur (în ucraineană). Poporul se delecta odată și cu povestirile sale umoristice despre un orășel fictiv al proștilor, Bergluzdiv. 
Deprimat de moartea fiului său, Oleksandr, de tuberculoză, în anul 1901 Isidor Vorobchievici a fost nevoit să se retragă din activitatea didactică, și s-a îmbolnăvit de inimă. 
El a trecut la cele veșnice la data de 18 septembrie 1903, în orașul Cernăuți.
Fratele său a fost poetul ucrainean Grigori sau Hrihori Vorobkievici, care a scris sub pseudonimul Naum Șram. De asemenea a mai avut o soră, Apolonia.

## Scrieri și compoziții muzicale
Isidor Vorobchievici este autor a mai multor lucrări didactice, între care pot fi menționate:
- Manual de armonie muzicală (Cernăuți, 1869);
- Cântările corale ale Liturghiei Sf. Ioan Gură de Aur (1869; ed. a II-a, 1880); Slavischer Chorgesang zur Liturgie des Johannes Chrysosthomus (Wien 1868, Schulbücherverlag)
- Colecțiune de cântece pentru școlile poporale (Viena, 1870 și 1889);
- Cântări liturgice corale pentru școlile poporale (Viena, 1870 și 1880)
- Kurze allgemeine Musiklehre fur Schule und Haus (Viena, 1871; ed. a II-a, 1876);
- Armonia. Colecțiune de coruri (Viena, 1886);
- Cântări liturgice pentru cor bărbătesc (Cernăuți, 1887);
- Cântări liturgice pentru cor mixt (Cernăuți, 1890);
- Cântări liturgice pentru două voci egale (Cernăuți, 1896) - în colaborare cu Eusebiu Mandicevschi etc.
- Die Musik in die Österreichsch-Ungarische Monarchie in Wort und Bild Bukowina (Viena 1899)

Vorobchievici a compus peste 240 de piese muzicale (cântări liturgice, coruri lumești, coruri religioase (prelucrări pentru cor de melodii psaltice, piesa de chinonic „Ție se cuvine cântare…” .etc.), adaptări pentru voce și pian a 8 melodii populare (Flori din Bucovina), printre altele și muzică corală pe versuri ale poeților reprezentativi din literatura națională românească și ale unor poeți locali: Mihai Eminescu („Ce te legeni, codrule?” sau „De ce nu-mi vii?”, „Revedere”), Vasile Alecsandri („Arcașul”, „Doină, doiniță”, „Mănăstirea Putna”; „Ștefan-Vodă și Codrul”, „Bălcescu murind” etc.), Dimitrie Bolintineanu, Vasile Bumbac,Gheorghe Tăutu, Gheorghe Sion („Limba română”), Iosif Vulcan („Noapte de vară”) ș.a., precum și ale unor poeți ucraineni - Taras Șevcenko („Nazar Stodolea”), Ivan Franko, Markian Șașkevici, Iuri Fedkovici etc. De asemenea, a tradus cântece populare ucrainene în limba germană („Lieder aus dem Kleinrussischen“) (Cântece din malorusă).
Entuziasmat după un voiaj la Kiev în 1874 a compus lucrările vocale „Niprul nostru, fluviul țar” și „M-am născut pe Nipru, sunt, deci, cazac”
Alte cântece în românește, de inspirație folclorică :„Cobzarul” , „Bucovină, țară dulce”, „Când Moldova purta jugul”, „Cântă cucul pe fântână”

## Memoria
- Dramele lui Vorobchievici Hnat Prybluda și Der Herr Mandatar fac parte în zilele noastre din repertoriul Teatrului de stat din Cernăuți, în limba ucraineană. Poezii scrise de el fac parte în Ucraina din programa școlară.
- Colegiul de muzică din Cernăuți îi poartă numele.
- Premiul Sidir Vorobkievici se decernează anual în Ucraina pentru realizări în pedagogie și arte.
- O placă memorială a fost așezată pe zidul casei în care a locuit pe Franzensgasse nr. 28.
- 2021 - A fost restaurat mormântul lui Vorobchievici, sculptat de L.Porumb, lângă Liceul nr. 20 din Cernăuți
- 2023 - s-a restaurat monumentul lui Vorobchievici lângă Universitatea Nationala Cernăuți